# 堃岫
堃岫（1843年—1917年），字子岩，又作紫岩，喜塔臘氏，滿洲正白旗人。累官至禮部左侍郎。光緒二十四年七月，以抑格言路，首違詔旨，奪禮部尚書懷塔布、許應騤，侍郎堃岫、徐會灃、溥頲、曾廣漢等職。未幾戊戌變法失敗，九月，授刑部右侍郎。歷官馬蘭鎮總兵、理藩院右、左侍郎。光緒三十三，赴德國考察。三十四年，授烏里雅蘇臺將軍。宣統二年，調綏遠城將軍。辛亥革命後，歸綏新軍起事。民國成立後短暫出任綏遠將軍，辭職後被北洋張紹曾取代。

### 文獻
- 劉寿林. . 中華書局. 1995. ISBN 7-101-01320-1.